# In My Head
In My Head — шестой студийный альбом американской хардкор-панк-группы Black Flag, издан в 1985 году.

## Об альбоме
Вся музыка была написана Грегом Гинном и изначально была предназначена для его первого сольного альбома. После прослушивания материала Генри Роллинз написал тексты для нескольких песен. Альбом был записан в тягучей манере в стиле тяжёлого рока. Вокал варьируется от речитативов хардкор-панка до шептания схожего с блэк-металом, в композиции «It’s All Up to You» присутствует бэк-вокал Киры Росслер. В переизданной CD-версии были добавлены три композиции из мини-альбома I Can See You 1989 года.

## Список композиций
Все песни, за исключением отмеченных, написаны Грегом Гинном.

### Оригинальное виниловое издание
Сторона «А»
1. «Paralyzed» (Грег Гинн, Генри Роллинз) — 2:39
2. «The Crazy Girl» — 2:46
3. «Black Love» — 2:42
4. «White Hot» (Грег Гинн, Генри Роллинз) — 4:59
5. «In My Head» (Грег Гинн, Генри Роллинз) — 4:30

Сторона «Б»
1. «Drinking and Driving» (Грег Гинн, Генри Роллинз) — 3:16
2. «Retired at 21» — 4:56
3. «Society’s Tease» — 6:09
4. «It’s All Up to You» — 5:14

### Переиздание на CD
1. «Paralyzed» (Грег Гинн, Генри Роллинз) — 2:39
2. «The Crazy Girl» — 2:46
3. «Black Love» — 2:42
4. «White Hot» (Грег Гинн, Генри Роллинз) — 4:59
5. «In My Head» (Грег Гинн, Генри Роллинз) — 4:30
6. «Out of this World» (Кира Росслер, Билл Стивенсон) — 2:13
7. «I Can See You» — 3:22
8. «Drinking and Driving» (Грег Гинн, Генри Роллинз) — 3:16
9. «Retired at 21» — 4:56
10. «Society’s Tease» — 6:09
11. «It’s All Up to You» — 5:14
12. «You Let Me Down» (Генри Роллинз, Билл Стивенсон) — 3:40

## В работе над альбомом участвовали
- Генри Роллинз — вокал
- Грег Гинн — гитара, продюсер
- Билл Стивенсон — ударные, продюсер
- Кира Росслер — бас-гитара, бэк-вокал в песне «It’s All Up to You»
- Раймонд Петтибон — дизайн